# Stará Oleška (přírodní rezervace)
Stará Oleška je přírodní rezervace severovýchodně od obce Huntířov v okrese Děčín na jižním okraji vesnice Stará Oleška, kde zaujímá západní část Olešského rybníka s přilehlými břehy. Oblast spravuje CHKO Labské pískovce.
Důvodem ochrany je jeden z nejvýznamnějších mokřadů na území CHKO Labské pískovce, který představuje významné refugium pro výskyt celé řady vzácných a ohrožených druhů rostlin a živočichů.